# De Havilland DH.98 Mosquito
de Havilland DH.98 Mosquito - foi um avião britânico projetado como bombardeiro pela De Havilland, em 1938 e usado pela Força Aérea Real durante a Segunda Guerra Mundial.

## História
O ministério do ar não demonstrou interesse no aparelho, e o arquivou.  Só depois do início da guerra em 1940 foi permitido ao construtor começar a produção. O primeiro protótipo construído secretamente em Salisbury Hall voou pela primeira vez a 25 de Novembro de 1940.
Quando o aparelho foi demonstrado aos céticos militares e oficiais do governo, estes ficaram impressionados que este bombardeiro possuía da manobralidade de um caça, atingindo uma velocidade máxima de 650 km/h. Terminados os testes oficiais começou a produção em série em Junho de 1941.
Sua estrutura era construída com madeira compensada, o que tornava a aeronave leve e resistente. A utilização de madeira trazia algumas vantagens como tornar a estrutura da aeronave muito resistente, conservando sua integridade geral em caso de avaria da estrutura ou da fuselagem.

Três ângulos.

A primeira operação foi um reconhecimento fotográfico sobre Brest, La Pallice e Bordéus a 20 de Setembro de 1941 e que foi um sucesso. O único Mosquito utilizado conseguiu escapar dos três Messerschmitt Bf 109 que tentaram abatê-lo.
A versão seguinte a de bombardeiro, foi designada Mosquito B.MK.IV. As entregas começaram em Novembro de 1941 equipando o Esquadrão Nº105, baseado em Swanton Morley, Norfolk. O inverno serviu para as tripulações se familiarizarem com o avião, que era bastante diferente do seu antecessor, o Bristol Blenheim, muito mais lento e mal armado.
Também houve uma versão de caça noturno, carregando um radar e armamento de quatro metralhadoras de 7,7 mm e 2 canhões de 20 mm.
O Mosquito NF.MK.II entrou em serviço no Esquadrão Nº158, tendo realizado seu primeiro ataque em Abril de 1942. A seguir equipou o Esquadrão Nº23, sendo a primeira unidade a operar o Mosquito no Mediterrâneo, baseado na ilha de Malta, em Dezembro de 1942.
Foi também exportado para União Soviética, França, Nova Zelândia, Turquia, Jugoslávia e produzido nas fábricas da De Havilland no Canadá e na Austrália. O número total de produção foi de 7.781. Muitos exemplares continuaram a prestar serviço na Royal Air Force (RAF) após a guerra.

## Imagens

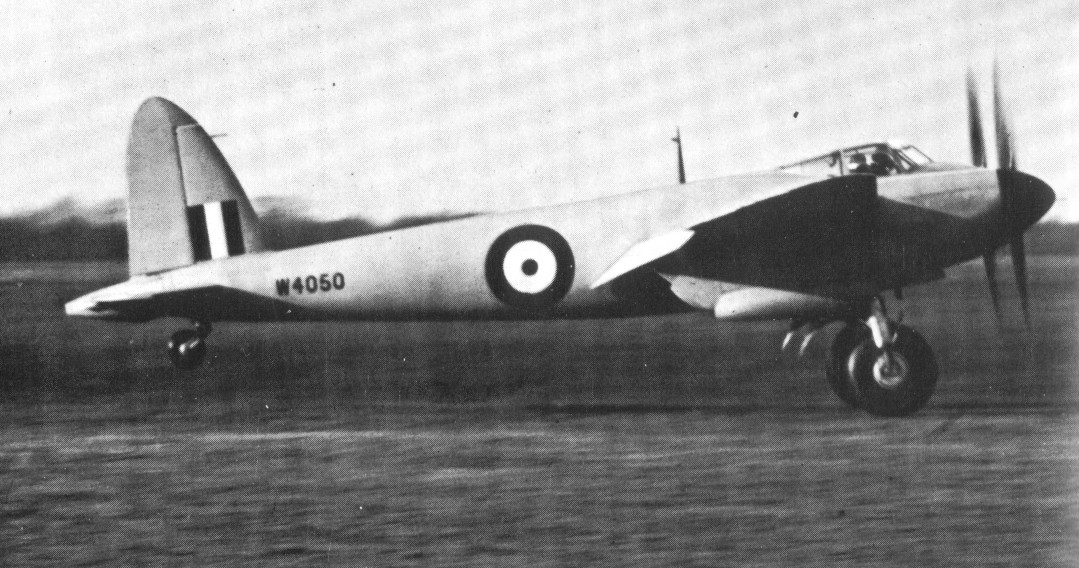
Protótipo do De Havilland Mosquito.
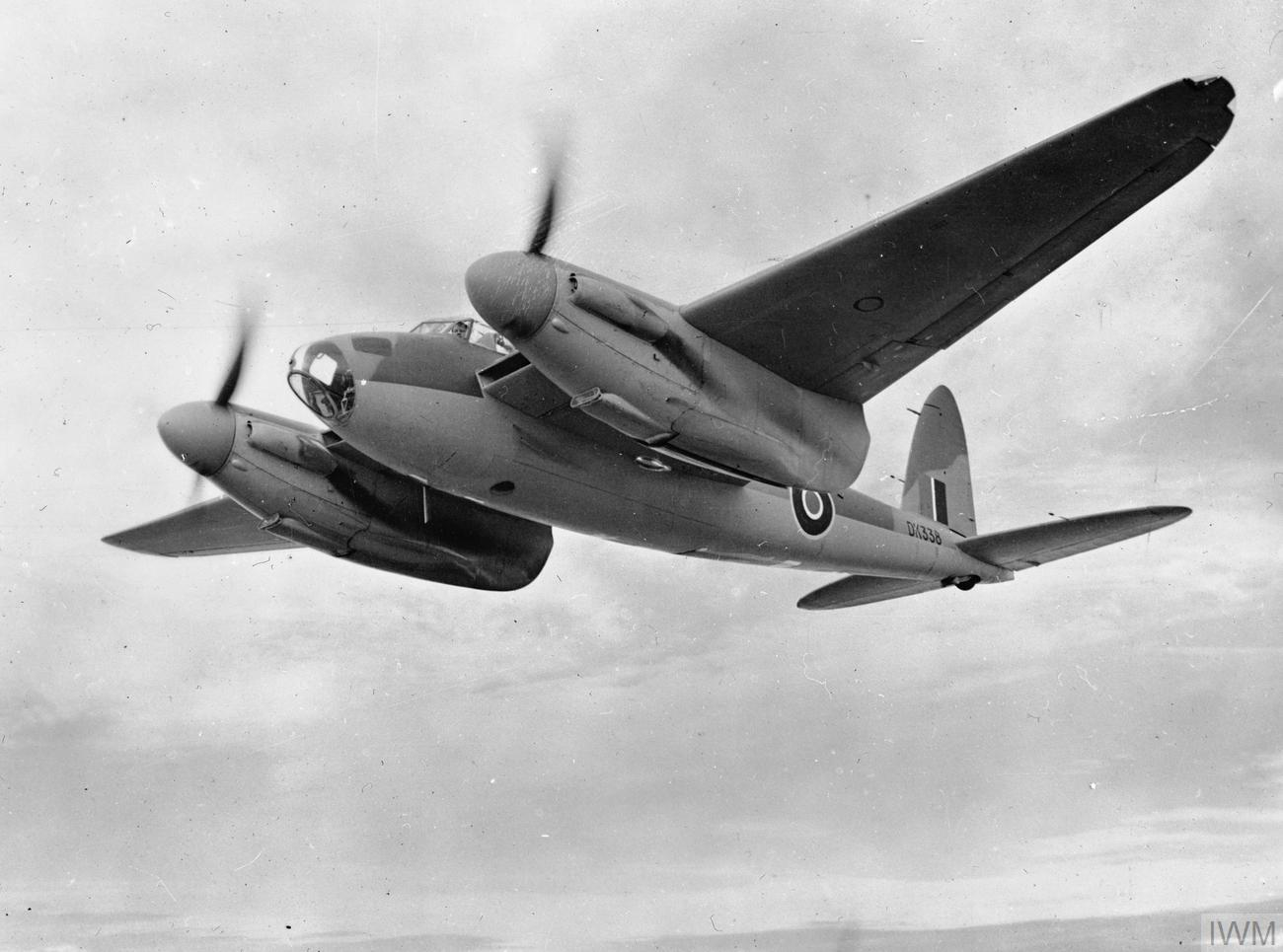
Mosquito B Mark IV Serie 2.
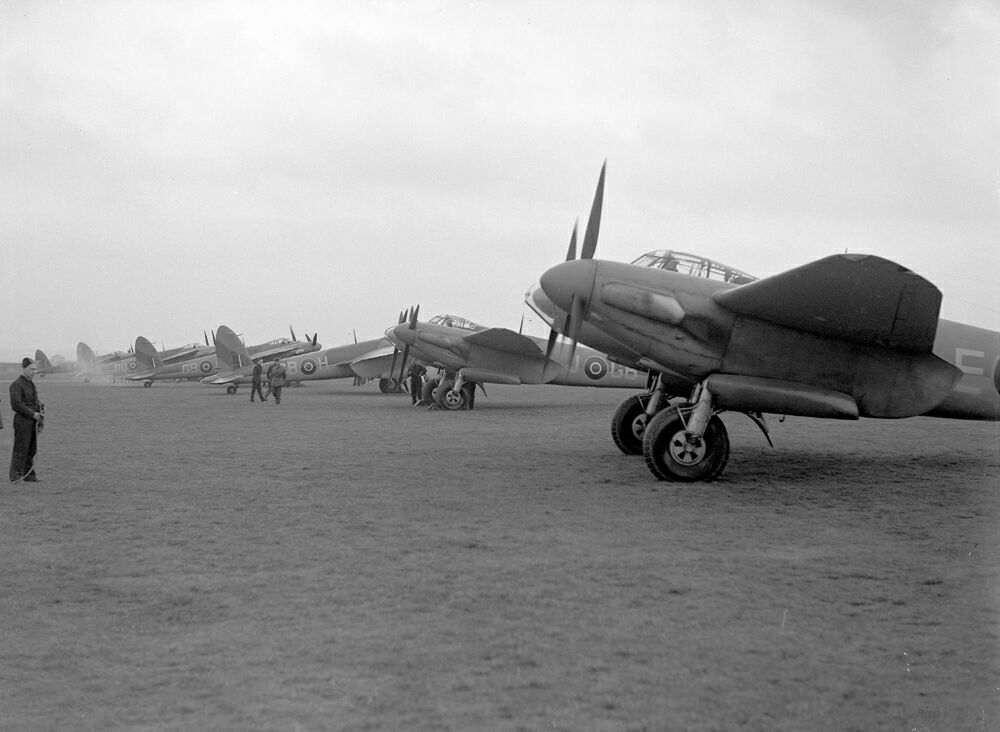
105º Esquadrão.
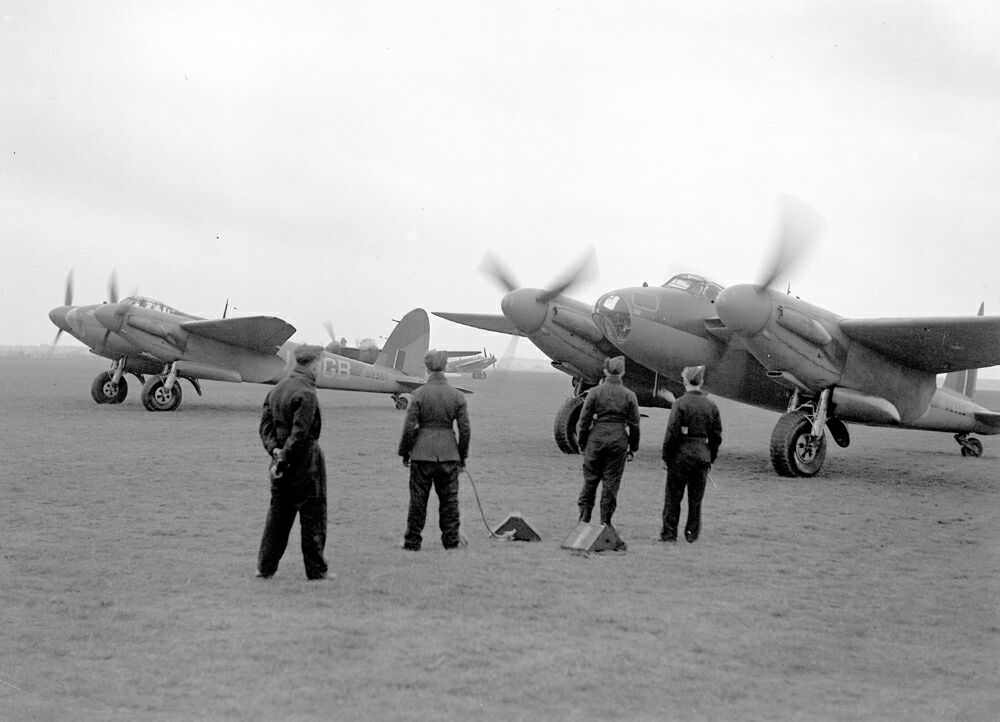
105º Esquadrão preparando-se para decolagem.
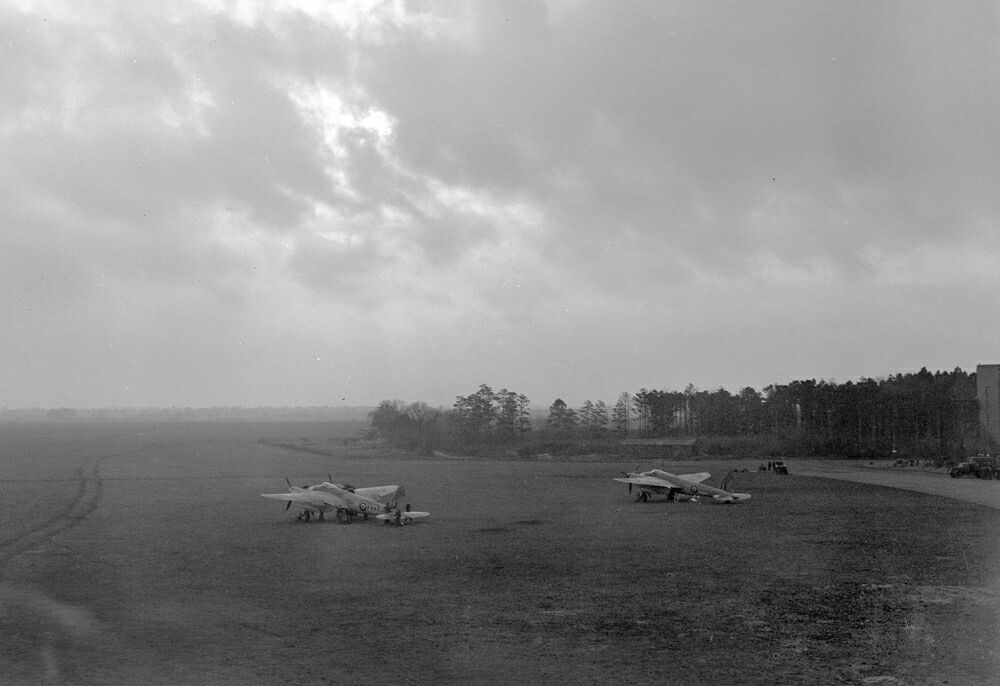
139º Esquadrão.
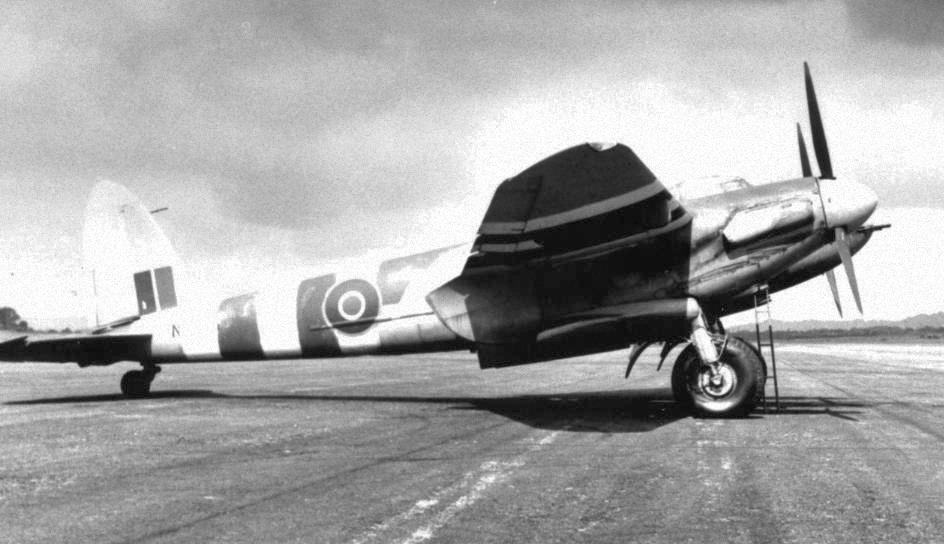
Mosquito do esquadrão 613 de Manchester em Junho de 1944.
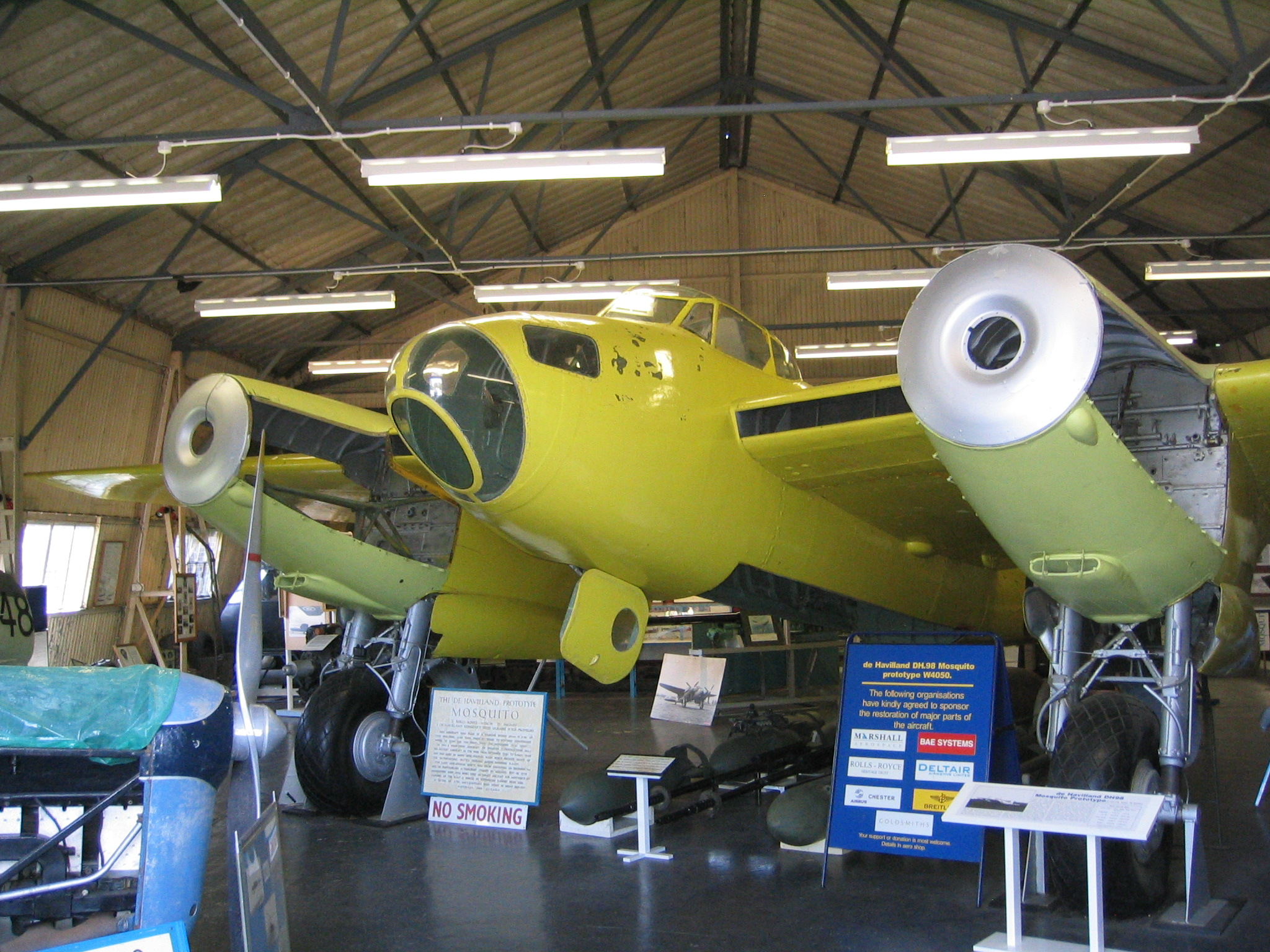
Protótipo do DH98 Mosquito no de Havilland Aircraft Heritage Centre em Hertfordshire próximo à Londres.
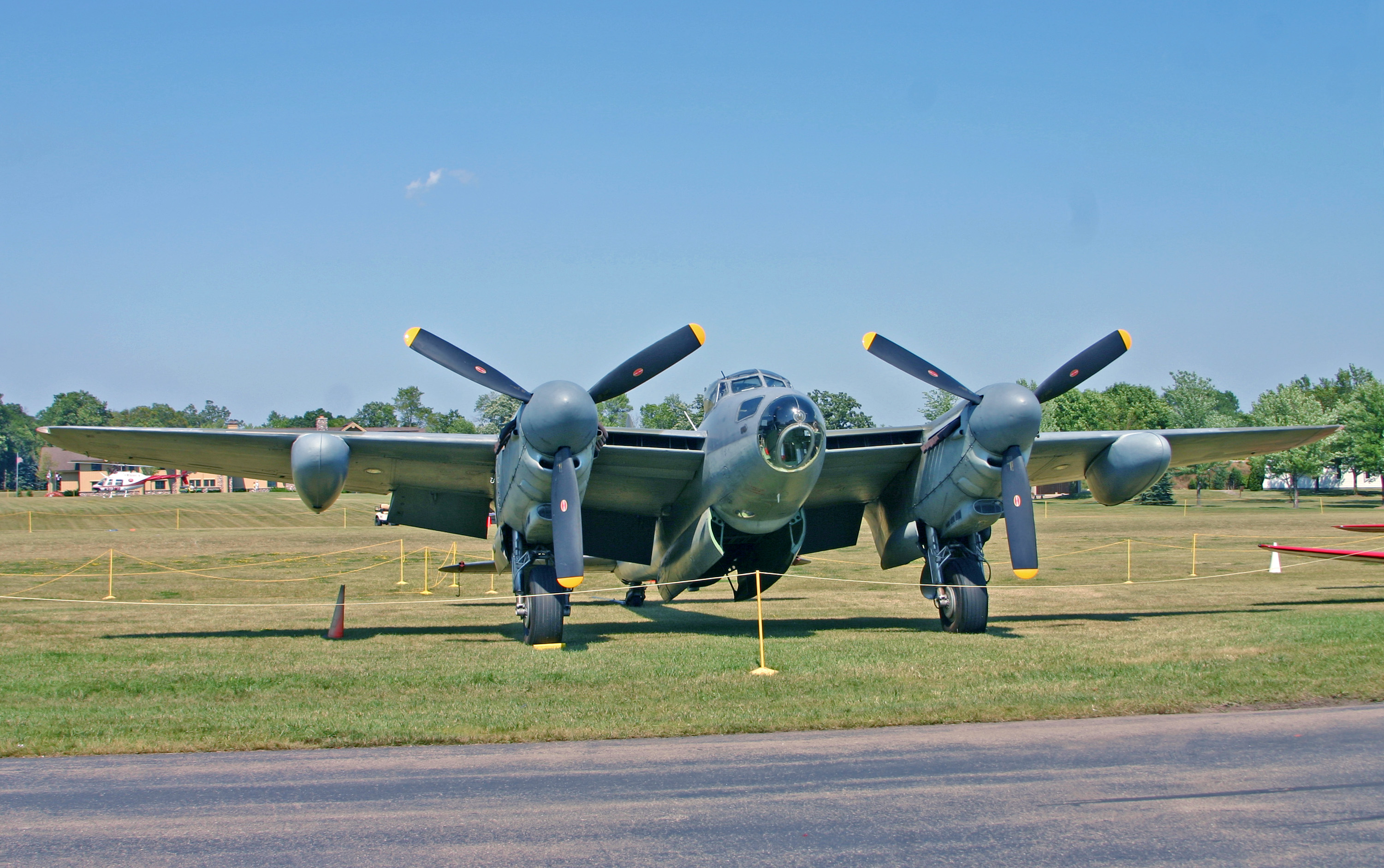
Mosquito B Mk 35 no AirVenture Museum em Oshkosh, (EUA).

## Usuários
| - África do Sul - Austrália - Bélgica - Canadá - Estados Unidos - França - Israel | - Iugoslávia - Myanmar - Noruega - Nova Zelândia - Polónia - Reino Unido | - República Dominicana - China - Suécia - Tchecoslováquia - Turquia - União Soviética |

## Especificações
Fontes: Mosquito, wwiiaircraftperformance.org., World War II Warbirds
|                        | DH.98 Mosquito F Mk II | DH.98 Mosquito B Mk XVI                                                                                                |
| ---------------------- | --- | --- |
| Tripulação             | 2 - Piloto, navegador/operador de rádio                                                                                         | 2 - Piloto, bombardeador/navegador                                                                                     |
| Comprimento            | 13,57 m (44,5 ft) | 13,57 m (44,5 ft) |
| Envergadura            | 16,52 m (54,2 ft) | 16,52 m (54,2 ft) |
| Altura                 | 5,3 m (17,4 ft) | 5,3 m (17,4 ft) |
| Área das asas          | 42,18 m² (454 ft²) | 42,18 m² (454 ft²) |
| Peso vazio             | 6 058 kg (13 400 lb) | 6 490 kg (14 300 lb)                                                                                                   |
| Peso carregado         | 8 028 kg (17 700 lb) | 8 210 kg (18 100 lb)                                                                                                   |
| Peso máx. na decolagem | 8 549 kg (18 800 lb) | 11 000 kg (24 300 lb)                                                                                                  |
| Motorização            | 2 x motores a pistão Rolls-Royce Merlin 21/21 ou 23/23 de doze cilindros em V refrigerado a líquido de 1 480 hp (1 100 kW) cada | 2 x motores a pistão Rolls-Royce Merlin 76/77 de doze cilindros em V refrigerado a líquido de 1 710 hp (1 280 kW) cada |
| Velocidade máx.        | 589 km/h (318 kn) à altitude de 6 500 m (21 300 ft)                                                                             | 668 km/h (361 kn) à altitude de 8 500 m (27 900 ft)                                                                    |
| Alcance                | 1 400 km (870 mi) com 1 818 l (400 B-gal) de combustível à altitude de 6 100 m (20 000 ft)                                      | 2 400 km (1 490 mi) com carga máxima de armamentos                                                                     |
| Teto de serviço        | 8 839 m (29 000 ft) | 11 000 m (36 100 ft)                                                                                                   |
| Razão de subida        | 8,8 metros por segundo | 14,5 metros por segundo                                                                                                |
| Armamento              | 4 x canhões Hispano Mk II de 20 mm (0,787 in) na fuselagem e 4 x metralhadoras Browning de 7,7 mm (0,303 in)                    | 1 800 kg (3 970 lb) de bombas                                                                                          |
| Aviônicos              | Radar AI Mk IV ou Mk V (versão NF)                                                                                              | Rádio-navegador GEE |